# Orlando Predators
Orlando Predators to drużyna halowego futbolu amerykańskiego z siedzibą w mieście Orlando w stanie Floryda. Drużyna została założona w 1991 roku i występuje w zawodowej lidze Arena Football League. Największym osiągnięciem zespołu jest dwukrotne zdobycie mistrzostwa ligi AFL w latach 1998 i 2000.